# Gymnopilus decipiens
Gymnopilus decipiens (Sacc.) P.D. Orton – gatunek grzybów należący do rodziny podziemniczkowatych (Hymenogastraceae).

## Systematyka i nazewnictwo
Pozycja w klasyfikacji według Index Fungorum: Gymnopilus, Hymenogastraceae, Agaricales, Agaricomycetidae, Agaricomycetes, Agaricomycotina, Basidiomycota, Fungi.
Po raz pierwszy takson ten zdiagnozował w 1887 roku Pier Andrea Saccardo, nadając mu nazwę Flammula decipiens. Obecną, uznaną przez Index Fungorum nazwę nadał mu w 1960 roku Peter Darbishire Orton. Synonimy:
- Agaricus decipiens W.G. Sm. 1869
- Flammula decipiens Sacc. 1887

## Morfologia
Kapelusz
Wypukły o średnicy do 30 mm,. Powierzchnia włókienkowato-łuseczkowata lub filcowata, brudnożółtobrązowa, brudnoczerwonobrązowa lub szarobrązowa.
Blaszki
Przyrośnięte, jasnożółte do pomarańczowo-żółtych.
Trzon
Wysokość 10–20 mm, grubość 2–4 mm. Powierzchnia drobno kłaczkowata, włóknista do włóknisto-łuseczkowatej ze słabymi pozostałościami osłony.
Miąższ
Miąższ żółty, o łagodnym smaku, podobny do miąższu zasłonaka szafranowego (Cortinarius croceus).
Cechy mikroskopowe
Zarodniki 7,2–9,2(–10,4) × 4,0–5,2 μm, o zmiennym kształcie i wielkości, migdałowate do wąsko migdałowatych, w widoku z boku z wydatną depresją nadwnękowa, w widoku z przodu elipsoidalno-migdałowate do wąsko migdałowatych z ostrymi końcami. Ściana rdzawobrązowa, średnio lub grubo brodawkowata, bez wyrostka wnęki. Zarodniki dojrzałe dekstrynoidalne, niedojrzałe niedekstrynoidalne. Podstawki 20–24 × 5,5–6,5 μm, cylindryczne do wąsko maczugowatych, z lekkim zwężeniem środkowym, cztero, rzadko dwuzarodnikowe. Cheilocystydy 20–32 × 6–8 μm, szkliste lub wypełnione żółtordzawym pigmentem, zmienne pod względem kształtu: wąsko butelkowato-wrzecionowate, butelkowate, nieregularne, wrzecionowato-cylindryczne, wierzchołek rozwarty do główkowatego, szyjka o szerokości 2–3 μm, głowa około 5 μm, niektóre z nich mają ścianki lekko pogrubione (do 0,8 µm). Pleurocystydy rzadkie. Trama blaszek regularna, strzępki o szerokości (4–) 5,5–12 µm, z rdzawobrązową zawartością lub inkrustacjami. Skórka kapelusza jednowarstwowa, cienka, złożona z gęsto ułożonych, równoległych lub nieco splecionych strzępek o szerokości (4–) 6–10 μm silnie żółtobrązowo inkrustowanych. Sprzążki obecne na wszystkich strzępkach.
Gatunki podobne
Na podobnych siedliskach występuje Gymnopilus odini, ale różni się gładką powierzchnią kapelusza (co najwyżej drobno strzępiasto-łuseczkowatą), jego intensywniejszą barwą (pomarańczowo-czerwono-brązową), gorzkim smakiem i nieco krótszymi zarodnikami.

## Występowanie i siedlisko
Podano stanowiska Gymnopilus decipiens w Ameryce Północnej, Europie i Rosji. Wszędzie jest rzadki. Brak go w opracowanym w 2003 r. przez Władysława Wojewodę wykazie wielkoowocnikowych grzybów podstawkowych Polski, ale podano jego stanowiska w późniejszych latach. Aktualne stanowiska podaje także internetowy atlas grzybów. Znajduje się w nim na liście gatunków zagrożonych i wartych objęcia ochroną.
Grzyb saprotroficzny. Występuje w lasach iglastych na gołej, zwykle piaszczystej glebie, na glebie torfowej, na spalonej ziemi, popiole i węglu drzewnym (grzyb wypaleniskowy), na trocinach. Owocniki od czerwca do października.